# Kamária (Eubée)
Kamária, en grec moderne : Καμάρια, est un village du dème de Histiée-Edipsós, sur l'île d'Eubée, en Grèce.
Selon le recensement de 2011, la population de Kamária compte 381 habitants.